# Hecto
Hecto (symbool: h) is het SI-voorvoegsel dat gebruikt wordt om een factor 102, oftewel 100, aan te duiden.
Het wordt gebruikt sinds 1795; de naam is afgeleid van het Griekse έκατόν voor honderd.
N.B.: De voorvoegsels centi, deci, deca en hecto zijn onderdeel van het SI-stelsel (Système international d'unités) hoewel het geen gehele machten van duizend (103n) zijn.